# 吉岡治
吉岡 治（よしおか おさむ、1934年〈昭和9年〉2月19日 - 2010年〈平成22年〉5月17日）は、日本の作詞家、放送作家である。日本作詩家協会副会長。旧筆名は「吉岡オサム」。

## 人物
1934年2月19日、山口県出身。東京都で育った。文化学院卒業。
1953年に詩人のサトウハチローの門を叩き、弟子となる。作詞家としてのデビューは『鳩笛ならそか』（1956年）。
1965年の松竹映画『悦楽』（大島渚監督）の主題歌『悦楽のブルース』（歌唱：島和彦）の作詞を手掛けて以降、本格的に作詞家として活動し歌謡曲、童謡、アニメソングなど幅広いジャンルの作品を世に送り出した。
放送作家としても活動し、1968年から1971年にかけて東京放送にて放送されていたラジオ番組『夜のバラード』の番組構成と詩を担当していた。
2009年Sportivaの6月号でインタビューに答え、長らくファンの間で謎であった『キャプテン翼』のオープニング曲「燃えてヒーロー」内の「チャンバ」の意味が明かされ、バーチャンの言い換えであったことが判明した。
2010年5月17日、入院先の東京都内の病院で急性心筋梗塞のため逝去。76歳没。法名は「釋治尊（しゃくじそん）」。

## 作詞した主な楽曲

### 歌謡曲
- 石川さゆり『波止場しぐれ』『天城越え』『夫婦善哉』『滝の白糸』『うたかた』
- 石川セリ『八月の濡れた砂』
- 石原詢子『残り紅』
- 五木ひろし『細雪』
- 大川栄策『さざんかの宿』『恋吹雪』
- 川中美幸『花咲港』『越前岬』『忍ぶ川』『浪花灯り』
- 杏真理子『虹』
- 桂銀淑『酔いどれて』
- 伍代夏子『戻り川』『恋ざんげ』『鳴門海峡』
- 島和彦『悦楽のブルース』『雨の夜あなたは帰る』
- 島倉千代子『鳳仙花』『ためいき橋』
- 瀬川瑛子『命くれない』
- ちあきなおみ『女どうし』『雨の日ぐらし』
- 千賀かほる『真夜中のギター』
- 常田富士男『私のビートルズ』
- 永井裕子『片恋しぐれ町』『石見路ひとり』『和江の舟唄』『望郷岬』
- 新沼謙治『情け川』
- ハッピー ・サザンアロー『三つの恋の物語』
- 松原のぶえ『演歌みち』
- 美空ひばり『真赤な太陽』『むらさきの夜明け』『星くずの港』『北国の子守唄』『しのぶ/龍馬残影』
- 水戸井清子『おねがい』
- 都はるみ『惚れちゃったんだよ』『さよなら海峡』『大阪しぐれ』『浮草ぐらし』『小樽運河』
- 森進一『薄雪草』
- 八代亜紀『竜二』
- 山本譲二『時は流れても』
- ザ・キング・トーンズ（山下達郎）『LET'S DANCE BABY』
- ℃-ute『江戸の手毬唄II』
- 内田あかり『好色一代女』

### アニメ・特撮テーマ曲
- 光速エスパー『光速エスパーの歌』（望月浩）
- 悟空の大冒険『悟空の大冒険マーチ』『悟空がすきすき』（ヤング・フレッシュ）
- 魔神バンダー『魔神バンダーの歌』（佐々木梨里、ハニー・ナイツ）
- まんがはじめて物語『?（ハテナ）なぞ謎アイランド』（岡まゆみ）
- キャプテン翼『燃えてヒーロー』（沖田浩之、小粥よう子・竹本孝之）「冬のライオン」（沖田浩之）『明日に向かってシュート』（小粥よう子）

### 童謡
- おもちゃのチャチャチャ（野坂昭如と共同）
- あわてんぼうのサンタクロース
- ヘイ!タンブリン

- ジャンケンのうた

- おんがくたいがやってくる

- 大きな波小さな波

- おすべりシューットン

- すごろくあそび

- ポンチョンピン

- もうもううしさん

- とんとんうさぎ

- くだものやさんごっこ

- 雨さんこんにちは

- チョッキンかにさん

- お手をどうぞ

- カスタネットでチャチャチャ

- ぼくはおおきくなったから

- 山羊さんとかけっこ
- みかんちゃん

- 交通巡査になりたいな

- 山びこコーラス

- おしくらまんじゅう

- ロケットばびゅーん

- ワンツースキップ

- おさんぽしよう

- せんせいとおともだち

- ドンドンドン

- 白い小人さん

- 遠足はいいな

- 元気に一、二

- あっちこっちのインディアン

- どっちがいい

- ごめんのうた

- だせだせ手をだせ

### コマーシャルソング
- 日専連『日専連のうた』（天地総子、ボニージャックス）

## 賞詞
- 1989年 第31回日本レコード大賞作詞賞（内田あかり『好色一代女』）
- 1980年 第13回日本作詩大賞（都はるみ『大阪しぐれ』）
- 1990年 第23回日本作詩大賞（石川さゆり『うたかた』）
- 2003年
  - 第36回日本作詩大賞（川中美幸『おんなの一生～汗の花～』）
  - 紫綬褒章

## 脚註
1. ↑  『詩集 夜のバラード』（サンリオ山梨シルクセンター出版部刊、1970年）あとがき〈詩〉のすすめ参照
2. ↑  “「天城越え」の作詞家、吉岡治さん急逝…”. スポニチ Sponichi Annex ニュース (2010年5月20日). 2010年5月20日時点のオリジナルよりアーカイブ。2025年5月16日閲覧。
3. ↑  “作詞家吉岡治さん急性心筋梗塞だった”. 朝日新聞 (2010年5月19日). 2010年5月22日時点のオリジナルよりアーカイブ。2025年5月16日閲覧。